# 佩吉 (小衛星)
佩吉（Peggy）是最近在土星最外層的A環邊緣，是以136,775（84,988英里）的軌道距離，繞著土星運行的小衛星。這顆小衛星是由卡西尼成像團隊在2013年發現的，它很可能正在退出土星的A環。迄今還沒有製作過佩吉的直接影象。與佩吉相似的衛星包括布萊里奧特 (小衛星)、埃爾哈特 (小衛星)和桑托斯-杜蒙（Santos-Dumont）等。

## 詞源
月亮的名字來自倫敦瑪麗皇后大學教授卡爾·默里的岳母。因為正好是他岳母80歲的生日，所以默里以她的名字命名。

## 發現
這顆小衛星於2013年首次被發現，然而它可能在2012年就已經被發現。"卡西尼號"號拍攝了兩張土星A環邊緣的影像，從而排除了它是宇宙射線偽影的可能性。土星A環的邊緣有擾動，其中一個比周圍環境亮約20%。在通常光滑的A環邊緣也有突起。

## 碰撞
當它首次被發現時，在土星的主環中還沒有發現類似的天體。2014年，人們再次看到了這顆小衛星，但它比2013年暗得多。儘管沒有證據，卡爾·默里認為，可能發生了碰撞或被引力彈出。在"凱西尼號"2014年的觀測中，佩吉似乎一分為二，另一個被命名為佩吉B。